# بوکین (گوئیباره)
بوکین شهری در شهرستان گوئیباره در استان بام در بورکینافاسوی شمالی است و جمعیت آن ۸۰۰ نفر است.